# Kajakarstwo na Igrzyskach Europejskich 2015
Kajakarstwo na Igrzyskach Europejskich 2015 – podczas rozgrywanych w Baku pierwszych igrzysk europejskich 350 sportowców rywalizowało w 15 konkurencjach sprinterskich. Zawody odbyły się w dniach 14–16 czerwca w Mingeczaurze w Sportowym i Wioślarskim Ośrodku „Kür” (“Kür” İdman va Avarçəkmə Mərkəzi).

## Kwalifikacje
Każdy komitet narodowy wystawić mógł co najwyżej jedną osadę w jednej konkurencji i piętnaście osad w sumie, przy czym ich łączna obsada nie mogła przekroczyć 26 osób. Azerbejdżanowi jako gospodarzowi zagwarantowano miejsce dla trzech jednoosobowych osad w następujących konkurencjach: K1 500 m kobiet oraz K1 1000 m i C1 1000 m mężczyzn.
Miejsca-limity inne niż przyznane gospodarzowi imprezy i „dzikie karty” przyznane zostały poszczególnym komitetom narodowym (nie poszczególnym osadom) na podstawie osiągnięć członków tychże komitetów podczas Mistrzostw Europy w Kajakarstwie w 2014 roku. Obsada poszczególnych konkurencji została ustalona w poniższy sposób:
| Konkurencja | Limit osad (zawodników) | Konkurencja | Limit osad (zawodników) |
| Kobiety     | Kobiety                 | Mężczyźni   | Mężczyźni               |
| ----------- | ----------------------- | ----------- | ----------------------- |
| K1 200 m    | 18 (18)                 | K1 200 m    | 23 (23)                 |
| K1 500 m    | 18 (18)                 | K1 1000 m   | 23 (23)                 |
| K1 5000 m   | 13 (13)                 | K1 5000 m   | 13(13)                  |
| K2 200 m    | 14 (28)                 | K2 200 m    | 14 (28)                 |
| K2 500 m    | 14 (28)                 | K2 1000 m   | 14 (28)                 |
| K4 1000 m   | 10 (40)                 | K4 1000 m   | 10 (40)                 |
|             |                         | C1 200 m    | 15 (15)                 |
|             |                         | C1 1000 m   | 15 (15)                 |
|             |                         | C2 1000 m   | 10 (20)                 |

W przypadku, gdy zawodnik zakwalifikował się do udziału w konkurencjach z dwiema różnymi osadami (np. K1 1000 m i K2 1000 m), mógł uczestniczyć w obu, jednak wykorzystywał jedynie „limit” przypadający większej osadzie. Pozostałą część „limitu” rozdysponowywano dalej. Podobnie, gdy jedna osada kwalifikowała się do udziału na dwóch różnych dystansach – wówczas wykorzystywała jedynie „limit” dłuższego dystansu. Dzięki ponownemu przyznawaniu „limitów” w zawodach mogła wziąć udział większa niż wynikająca wprost z limitów liczba osad.

## Rezultaty

### Kobiety
| Konkurencja           | Złoto                                                | Srebro                                                 | Brąz                                                                    |
| K1 200 m (szczegóły)  | Marta Walczykiewicz                                  | Natalja Podolska                                       | Danuta Kozák                                                            |
| K1 500 m (szczegóły)  | Danuta Kozák                                         | Yvonne Schuring                                        | Ewelina Wojnarowska                                                     |
| K1 5000 m (szczegóły) | Maryna Litwinczuk                                    | Lani Belcher                                           | Renáta Csay                                                             |
| K2 200 m (szczegóły)  | Marharyta Machniewa Maryna Litwinczuk                | Nikolina Moldovan Olivera Moldovan                     | Marija Powch Anastasija Todorowa                                        |
| K2 500 m (szczegóły)  | Milica Starović Dalma Ružičić-Benedek                | Roxana Borha Elena Meroniac                            | Anna Kárász Ninetta Vad                                                 |
| K4 500 m (szczegóły)  | Gabriella Szabó Anna Kárász Danuta Kozák Ninetta Vad | Franziska Weber Verena Hantl Conny Waßmuth Tina Dietze | Karolina Naja Ewelina Wojnarowska Edyta Dzieniszewska Beata Mikołajczyk |

### Mężczyźni
| Konkurencja           | Złoto                                                  | Srebro                                                                 | Brąz                                                              |
| K1 200 m (szczegóły)  | Miklós Dudás                                           | Petter Menning                                                         | Ed McKeever                                                       |
| K1 1000 m (szczegóły) | Max Hoff                                               | Fernando Pimenta                                                       | René Holten Poulsen                                               |
| K1 5000 m (szczegóły) | Max Hoff                                               | Fernando Pimenta                                                       | Cyrille Carré                                                     |
| K2 200 m (szczegóły)  | Nebojša Grujić Marko Novaković                         | Ronald Rauhe Tom Liebscher                                             | Sándor Tótka Péter Molnár                                         |
| K2 1000 m (szczegóły) | Zoltán Kammerer Tamás Szalai                           | Max Rendschmidt Marcus Groß                                            | Wital Bialko Raman Piatruszenka                                   |
| K4 1000 m (szczegóły) | Zoltán Kammerer Dávid Tóth Tamás Kulifai Dániel Pauman | Aleksandr Siergiejew Wasilij Pogrieban Anton Riachow Władisław Blincow | Pawieł Miadzwiedzieu Aleh Jurenia Wital Bialko Raman Piatruszenka |
| C1 200 m (szczegóły)  | Henrikas Žustautas                                     | Wałentyn Demjanenko                                                    | Martin Fuksa                                                      |
| C1 1000 m (szczegóły) | Sebastian Brendel                                      | Martin Fuksa                                                           | Attila Vajda                                                      |
| C2 1000 m (szczegóły) | Andrej Bahdanowicz Alaksandr Bahdanowicz               | Aleksiej Korowaszkow Ilja Pierwuchin                                   | Peter Kretschmer Michael Müller                                   |

## Tabela medalowa
| Miejsce | Państwo         | Złoto | Srebro | Brąz | Razem |
| ------- | --------------- | ----- | ------ | ---- | ----- |
| 1       | Węgry           | 5     | 0      | 5    | 10    |
| 2       | Niemcy          | 3     | 3      | 1    | 7     |
| 3       | Białoruś        | 3     | 0      | 2    | 5     |
| 4       | Serbia          | 2     | 1      | 0    | 3     |
| 5       | Polska          | 1     | 0      | 2    | 3     |
| 6       | Litwa           | 1     | 0      | 0    | 1     |
| 7       | Rosja           | 0     | 3      | 0    | 3     |
| 8       | Portugalia      | 0     | 2      | 0    | 2     |
| 9       | Czechy          | 0     | 1      | 1    | 2     |
| 9       | Wielka Brytania | 0     | 1      | 1    | 2     |
| 11      | Austria         | 0     | 1      | 0    | 1     |
| 11      | Azerbejdżan     | 0     | 1      | 0    | 1     |
| 11      | Rumunia         | 0     | 1      | 0    | 1     |
| 11      | Szwecja         | 0     | 1      | 0    | 1     |
| 15      | Dania           | 0     | 0      | 1    | 1     |
| 15      | Francja         | 0     | 0      | 1    | 1     |
| 15      | Ukraina         | 0     | 0      | 1    | 1     |
| Razem   | Razem           | 15    | 15     | 15   | 45    |